# Vecsés
Vecsés (Duits: Wetschesch) is een plaats (város) en gemeente in het Hongaarse comitaat Pest. Vecsés telt 19 691 inwoners (2007). In 2016 is de bevolking opgelopen tot 20 673 inwoners. De plaats profiteert van de gunstige ligging in de agglomeratie Boedapest.